# Mlynářovice (Volary)
Mlynářovice (německy Müllerschlag) jsou vesnice, část města Volary v okrese Prachatice v Jihočeském kraji. Nachází se na východním okraji Boubínské hornatiny na úpatí Bobíku, nad údolím Křemenného potoka v nadmořské výšce 790 metrů. Část obce Mlynářovice zahrnuje čtyři katastrální území a to Cudrovice, Krejčovice, Milešice a Mlynářovice u Volar.

## Historie
U Mlynářovic byla objevena měděná mince císaře Constanta z poloviny 4. století. První písemná zmínka o Mlynářovicích pochází z roku 1359, kdy vesnice patřila k panství hradu Hus. Ve středověku tudy vedla pašerácká cesta, která ve Volarech odbočovala z hlavní trasy Zlaté stezky a vyhýbala se celnici v Prachaticích. V roce 1721 byla v Mlynářovicích postavená schwarzenberská myslivna, neboť se ves stala sídlem lesního revíru. V roce 1910 zde stálo 43 domů s 219 obyvateli (až na dvě výjimky všichni německé národnosti).

## Současnost
Větší část vsi kolem prostorné návsi se zachovala. Zanikla jen skupina domů na jihovýchodním okraji. Na návsi stojí opravená kaple a vedle ní budova bývalé školy.

## Obyvatelstvo
| Rok            | 1869  | 1880  | 1890  | 1900  | 1910  | 1921  | 1930 | 1950 | 1961 | 1970 | 1980 | 1991 | 2001 | 2011 | 2021 |
| -------------- | ----- | ----- | ----- | ----- | ----- | ----- | ---- | ---- | ---- | ---- | ---- | ---- | ---- | ---- | ---- |
| Počet obyvatel | 1 031 | 1 216 | 1 195 | 1 138 | 1 034 | 1 002 | 982  | 127  | 96   | 100  | 52   | 40   | 47   | 54   | 54   |
| Počet domů     | 125   | 160   | 168   | 171   | 188   | 191   | 192  | 150  | 27   | 26   | 16   | 13   | 49   | 46   | 48   |

## Obecní správa
Při sčítání lidu v letech 1850–1929 Mlynářovice byly osadou obce Milešice v okrese Prachatice. V letech 1930–1949 byly osadou obce Cudrovice v okrese Prachatice. V letech 1950–1963 byly samostatnou obcí v okrese Prachatice. Od roku 1964 jsou částí města Volary v okrese Prachatice.

## Okolí
Ze západu přiléhá ke vsi Boubínská obora.